# Le Couturier de ces dames
Pour plus de détails, voir Fiche technique et Distribution.
Le Couturier de ces dames est un film français réalisé par Jean Boyer, sorti en 1956.

## Synopsis
Fernand Vignard (Fernandel) est coupeur chez « Apollini », tailleur pour hommes. Il rêve de devenir couturier pour dames et s'occupe d'ailleurs un peu trop des épouses des clients, ce qui lui vaut d'être renvoyé.
Alors que sa femme Adrienne (Suzy Delair) ignore qu'il a perdu sa place, il reçoit en héritage des parts majoritaires dans la maison de couture d'une riche sud-américaine avec qui il avait passé autrefois une agréable soirée. Il va enfin réaliser ses rêves et pouvoir courtiser les plus belles femmes. Il lui faut alors inventer toutes sortes de stratagèmes pour éviter qu'Adrienne, très jalouse, ne découvre sa double vie, tandis que ses nouveaux associés, Zwertas et Picraphos, espèrent que la nouvelle collection créée par « Farden » (le pseudonyme que s'est attribué Fernand) sera un échec, car ils espèrent revendre le bail.

## Fiche technique
- Réalisation : Jean Boyer, assisté de Jean Bastia, Robert Guez, Christian Malbois
- Scénario : Gérard Carlier
- Adaptation : Jean Boyer, Jean Manse
- Dialogue : Serge Veber
- Décors : Robert Giordani
- Costumes : Marcel Escoffier, Pierre Cardin
- Photographie : Charles Suin
- Cadreur : Marcel Franchi, assisté de Jean Castanier
- Montage : Christian Gaudin, assisté de Madeleine Lecompère
- Musique : Paul Misraki (éditions Impéria)
- Direction musicale : Marc Lanjean
- Son : Pierre-Louis Calvet
- Production : Jacques Bar
- Société de production : Cité-Films, Cipra-Films, C.T.I
- Régisseur général : André Guillot, M. Chevallier
- Tournage du 16 janvier au 29 février 1956 dans les studios Franstudio de Saint-Maurice
- Enregistrement, Poste parisien, système Western Electric; son monographique
- Tirage : Laboratoire Lianofilm
- Pays d'origine :  France
- Format : Noir et blanc - 1,37:1 - 35 mm - Son mono
- Genre : Comédie
- Durée : 95 minutes
- Date de sortie : France, 13 avril 1956
- Affiches : Henri Cerutti, René Ferracci, Jean Mascii (France)

## Distribution
- Fernandel : Fernand Vignard, couturier pour dames
- Suzy Delair : Adrienne Vignard, la femme de Fernand
- Fred Pasquali : Picraphos, associé de Zwertas
- Françoise Fabian : Sophie, un mannequin
- Robert Pizani : le baron Edmond de Krévil, grand amateur de mannequins
- Georges Chamarat : Maître Plaisant, le notaire
- André Bervil : Apollini, le patron de Fernand
- Gaston Orbal : le comte Édouard de Treignac
- Robert Destain : Jean-Claude Zwertas, associé de Picaphros
- Robert Lombard : Bernheim, l'agent immobilier acheteur de Bolita Couture
- Jacques Mancier : le commissaire
- Raymond Bour : Monsieur Bodunet
- Manuel Gary : Clément, un autre coupeur
- Jenny Astruc : un mannequin
- Ginette Pigeon : la première
- Gina Manès : une cliente
- Clara Tambour : la baronne
- Nicole Fabrice : une midinette
- Laure Paillette : Marie-Anne, la bonne de Fernand et Adrienne
- Colette Mareuil : une femme
- Colette Ricard : un mannequin
- Florence Arnaud : Hélène Bodunet
- Nicky Voillard : un mannequin
- Claude Ivry : une midinette
- Claude Albers : une midinette
- Colette Sers : une midinette
- Annick Brunet : une midinette
- Claude Mauduyt : une midinette
- Brigitte Séguy de Carreras : une midinette
- Maggy Sarragne : une femme
- Christine Balli : un mannequin
- Janine Clarville : une femme
- Paulette Simonin : une femme
- Jenny Astruc
- Dany Cintra
- Liliane David

## Autour du film
Il s'agit d'un des rares films des années 1950 à évoquer l'homosexualité — les mannequins du couturier estiment qu'elles peuvent sortir avec lui sans danger, tenant pour évident qu'il n'aime pas les femmes.

## Sortie vidéo
Le film sort en DVD le 1er avril 2020 dans la collection Gaumont Découverte DVD.